# Kung Li av Zhou
Kung Li av Zhou, död 828 f.Kr., var en kinesisk kung av Zhoudynastin under mitten av 800-talet f.Kr. Hans personnamn var Hu (胡) och han tillträdde som kung Li efter att hans far, kung Yi, avlidit.
Kung Li var en grym och våldsam regent och tystade all kritik med drakoniska lagar och hårda straff. Kungen tog inte till sig av någon kritik men gav en överdriven tilltro till ministern Rong Yi Gong. Detta ledde till revolt och att landet 841 f.Kr. gick in i ett interregnum kallat Gonghe ('republikens administration') där befolkningen tog över styret av landet. Historiekrönikan Shiji beskriver att kung Li år 842 f.Kr. tvingades att lämna huvudstaden Haojing för att därefter fram till sin död 828 f.Kr. leva i exil i Zhi (彘), nära dagens Linfen Shanxiprovins. Efter kung Lis död tillsattes hans son Jing att regera som kung Xuan.
Tre bronskärl med inskriptioner har hittats med texter där kung Li titulerar sig med sitt personnamn, Hu. Den mest kända är Hu gui som sannolikt göts samma år som kung Li tvingades lämna huvudstaden.
Enligt Kronologiprojektet Xia–Shang–Zhou regerade Kung Li 877 till 841 f.Kr., men enligt Edward L. Shaughnessy regerade han från 857 till 842 f.Kr. Shiji beskriver att kung Li regerade i 37 år, men i ett annat kapitel av Shiji beskrivs att hans regenttid varade mindre än 30 år. Den kortare regenttiden får även stöd i Bambuannalerna. Inskriptioner i gravgods från kung Xuans tid nämner kung Lis trettiotredje år som regent ger stöd för att han regerade i 37 år.